# Orde van berkenbroekbossen
De orde van berkenbroekbossen (Vaccinio-Betuletalia pubescentis) is een orde uit de klasse van berkenbroekbossen (Vaccinio-Betuletea pubescentis). De orde omvat plantengemeenschappen van open, lage bossen die voorkomen op natte, venige standplaatsen waar uitsluitend zuur en oligotroof regenwater beschikbaar is. De orde telt in Nederland en Vlaanderen één onderliggend verbond.

## Naamgeving en codering
- Syntaxoncode voor Nederland (rVvN): r43A

De wetenschappelijke naam Vaccinio-Betuletalia pubescentis is afgeleid van de botanische namen van twee belangrijke soorten binnen deze klasse, de rijsbes (Vaccinium uliginosum) en de dominante kensoort, de zachte berk (Betula pubescens).

## Kenmerken
Voor de kenmerken van deze orde, zie de klasse van berkenbroekbossen.

## Onderliggende syntaxa in Nederland en Vlaanderen
De orde van berkenbroekbossen wordt in Nederland en Vlaanderen vertegenwoordigd maar één verbond en twee onderliggende associaties.
- - verbond van berkenbroekbossen (Betulion pubescentis)
    - dophei-berkenbroek (Erico-Betuletum pubescentis)
    - zompzegge-berkenbroek (Carici curtae-Betuletum pubescentis)

## Diagnostische taxa voor Nederland en Vlaanderen
De orde van berkenbroekbossen heeft voor Nederland en Vlaanderen geen specifieke kensoorten. Voor een overzicht van de belangrijkste diagnostische taxa van de klasse, zie de klasse van berkenbroekbossen.

## Fotogalerij

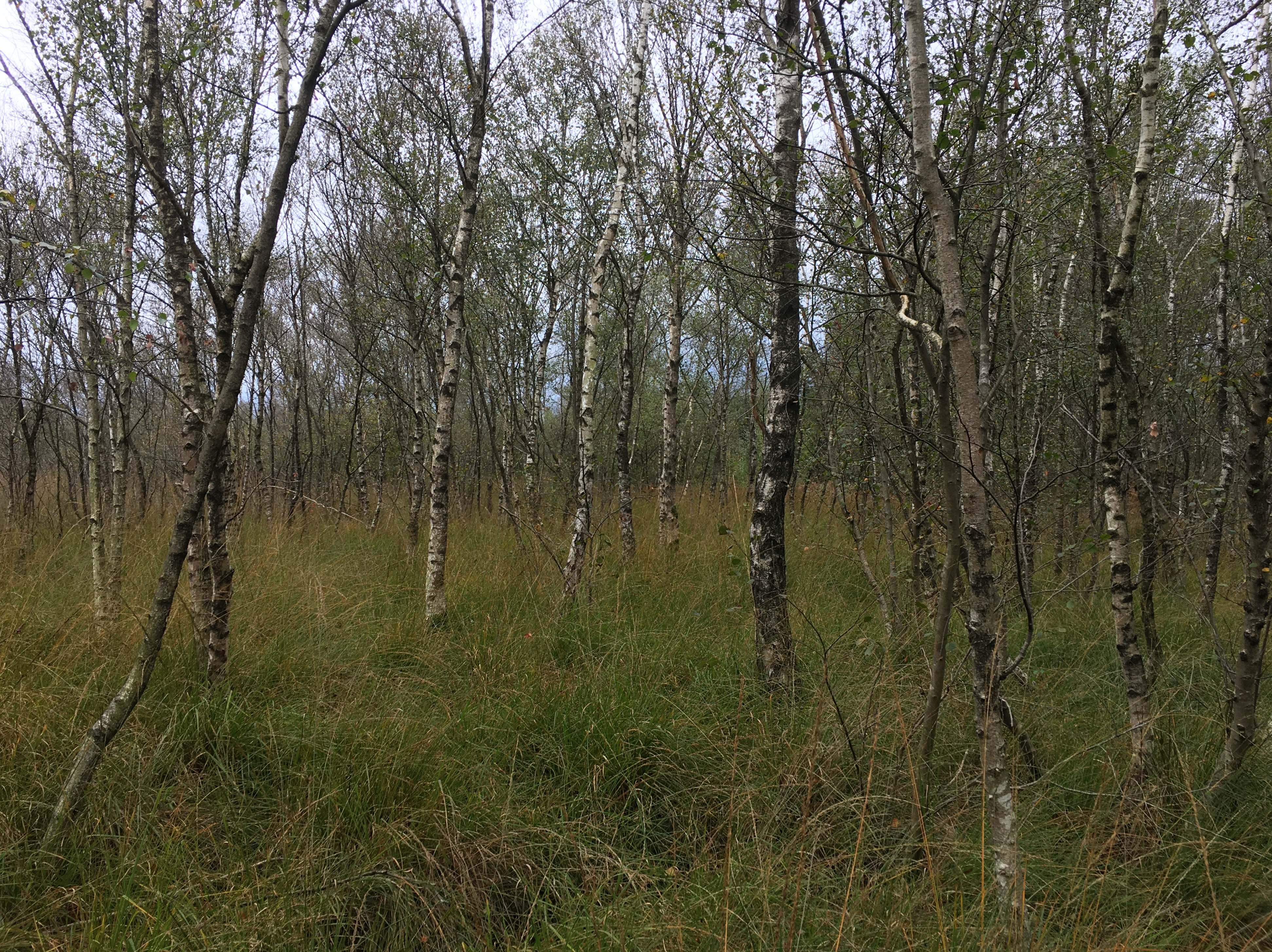
Een rompgemeenschap met pijpenstrootje